# Aloe leptosiphon
Aloe leptosiphon ist eine Pflanzenart der Gattung der Aloen in der Unterfamilie der Affodillgewächse (Asphodeloideae). Das Artepitheton leptosiphon leitet sich von den griechischen Worten leptos für ‚dünn‘ sowie siphon für ‚Röhre‘ ab und verweist auf die enge Blütenröhre der Art.

## Beschreibung

### Vegetative Merkmale
Aloe leptosiphon wächst stammlos oder kurz stammbildend, ist einzeln oder sprossend und bildet dann kleine Gruppen. Ihre Stämme sind bis zu 50 Zentimeter lang. Die etwa 16 eiförmig-lanzettlichen Laubblätter bilden dichte Rosetten. Die glänzend grüne Blattspreite ist 20 bis 35 Zentimeter lang und 5 bis 7 Zentimeter breit. Auf der Blattoberseite befinden sich gelegentlich zerstreute, verlängerte, weißliche Flecken. Auf der Blattunterseite sind zahlreiche Flecken vorhanden. Die hellgrünen Zähne am Blattrand sind 2 Millimeter lang und stehen 8 bis 10 Millimeter voneinander entfernt. Der gelb Blattsaft ist trocken bräunlich.

### Blütenstände und Blüten
Der Blütenstand ist einfach oder besteht für gewöhnlich aus ein bis zwei Zweigen. Er erreicht eine Länge 40 von 60 Zentimeter. Die dichten konisch-zylindrischen Trauben sind 10 bis 20 Zentimeter lang und 5 bis 7 Zentimeter breit. Die eiförmig spitzen Brakteen weisen eine Länge von 10 bis 11 Millimeter auf und sind 4 bis 5 Millimeter breit. Die leuchtend roten bis orangeroten Blüten besitzen eine grünlich gelbe Mündung oder sind gänzlich gelb. Sie stehen an 8 bis 10 Millimeter langen Blütenstielen. Die Blüten sind 25 bis 30 Millimeter lang und an ihrer Basis kurz verschmälert. Auf Höhe des Fruchtknotens weisen die Blüten einen Durchmesser von 5 bis 6 Millimeter auf, darüber sind sie leicht verengt. Ihre Perigonblätter sind auf einer Länge von 8 bis 10 Millimeter nicht miteinander verwachsen. Die Staubblätter und der Griffel ragen kaum aus der Blüte heraus.

### Genetik
Die Chromosomenzahl beträgt {\displaystyle 2n=14}.

## Systematik, Verbreitung und Gefährdung
Aloe leptosiphon ist im Nordosten von Tansania auf steilen Felshängen, häufig im Gras in Höhen von 1200 bis 1675 Metern verbreitet.
Die Erstbeschreibung durch Alwin Berger wurde 1905 veröffentlicht. Ein Synonym ist Aloe greenwayi Reynolds (1964).
Aloe leptosiphon wird in der Roten Liste gefährdeter Arten der IUCN als „Critically Endangered (CR)“, d. h. vom Aussterben bedroht eingestuft.

## Nachweise